# 音楽の捧げもの
『音楽の捧げもの』（おんがくのささげもの、ドイツ語: Musikalisches Opfer, あるいはDas Musikalische Opfer）BWV1079は、ヨハン・ゼバスティアン・バッハが作曲した、1つの主題に基づく16の作品からなる曲集。フーガ2曲と4楽章からなるトリオソナタ、ならびに10曲のカノンが含まれる。

## 概要

### 大王の主題
バッハが1747年5月7日にフリードリヒ大王の宮廷を訪ねた際、以下のようなハ短調のテーマ (Thema Regium) を大王より与えられた。
バッハは、これを用いてその場でジルバーマンのフォルテピアノにより即興演奏を行い、2ヵ月後には曲集を仕上げ、「王の命による主題と付属物をカノン様式で解決した」 (Regis Iussu Cantio Et Reliqua Canonica Arte Resoluta) とラテン語の献辞を付けて大王に献呈した。献辞の頭文字を繋いだ言葉 RICERCAR （リチェルカーレ）は、「フーガ」様式が出来る前の古い呼び名である。
大王の主題が全曲を通して用いられたこの曲集はその後「音楽の捧げもの」として知られている。当時の新聞記事や証言が伝えるところによれば、王の与えた主題を用いて即興演奏を求められたバッハは3声のフーガを演奏した。6声のフーガの演奏も求められたがさすがに即興では難しく、自作の主題による即興演奏を行った。のちにその場で果たせなかった6声のフーガを含むこの作品を王に捧げたと言われる。
王の主題にはヨハン・ヨアヒム・クヴァンツやヤン・ディスマス・ゼレンカの作品を参考にしたという説が挙げられている。アマチュアの研究家であるハンフリー・サスーン (Humphrey Sassoon) は2003年、ゲオルク・フリードリヒ・ヘンデルのフーガ（HWV609）の主題が「王の主題」と類似しており、王が主題を考案する際やバッハが「リチェルカーレ」を作曲する際に下敷きにしたと主張した。

### 曲の構成

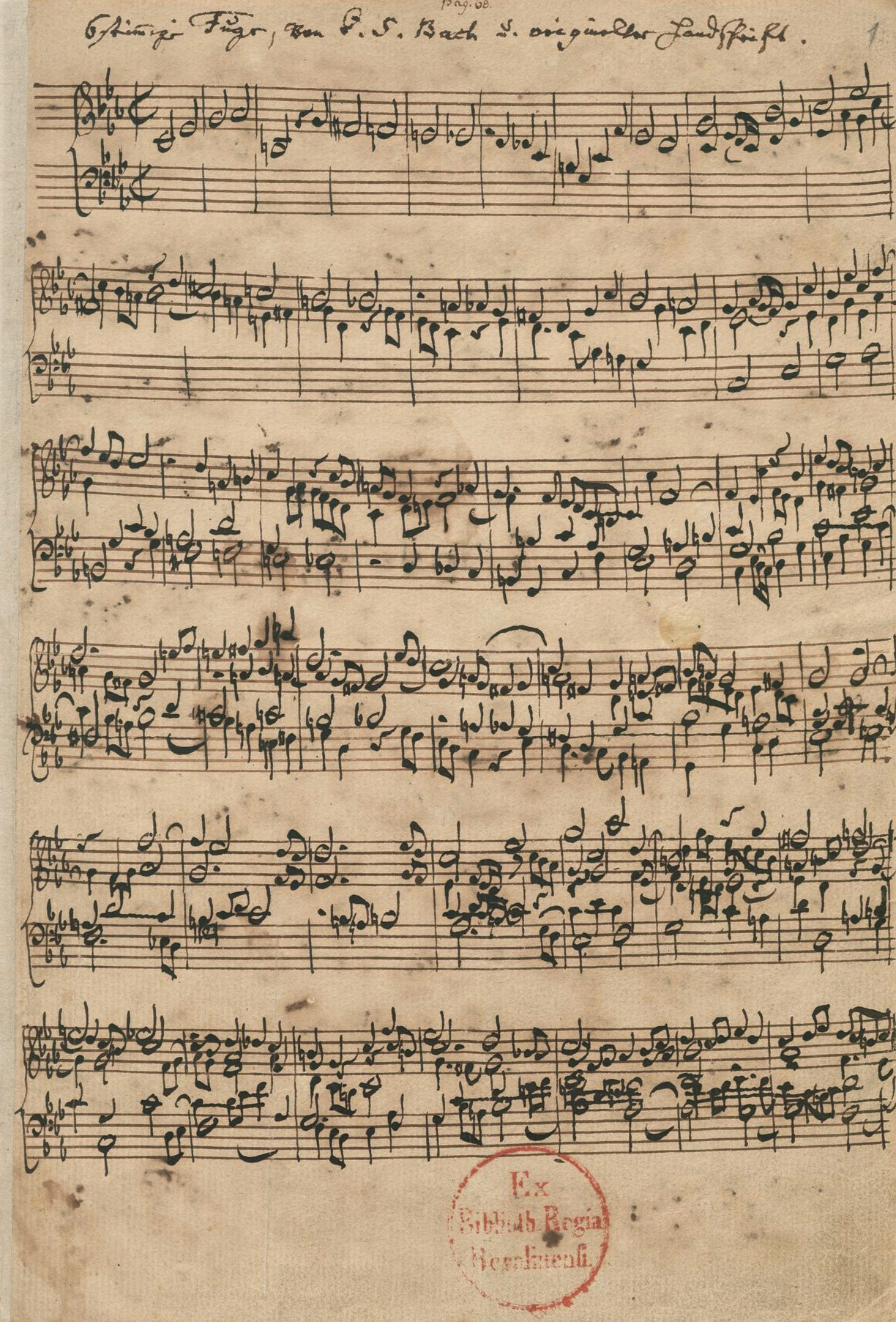
六声のリチェルカーレ譜面

曲集の正しい配列は確定しておらず、出版社や演奏者により順序に違いが生じる。
- 2曲のフーガはリチェルカーレと題されている。一曲は3声のフーガで、これが王の前での演奏に近いのではないかとも言われる。もう一曲が6声のフーガである。
- 10曲のカノンのうち9曲は「謎カノン」と呼ばれる形式で書かれている。即ち単旋律に記号が付されており、演奏者はその記号に基づいて曲を完成させねばならない。
- また、4楽章からなるトリオソナタが含まれ、これにのみ楽器の指定がある。

1つの主題に基づいて複数の対位法的作品を作るという同一のコンセプト、および主題の類似性から『フーガの技法』との関連が指摘される。

## 編曲
有名な編曲にアントン・ウェーベルンによる管弦楽用編曲『6声のリチェルカーレ』(1935)がある（NHK-FMの『現代の音楽』のテーマ曲として使われていた）。またイーゴリ・マルケヴィチも管弦楽用に編曲を行っている。
ソフィア・グバイドゥーリナのヴァイオリン協奏曲『オッフェルトリウム』や尹伊桑の無伴奏ヴァイオリン曲『大王の主題』はこの曲の王の主題を元にしている。